# Canon rayé

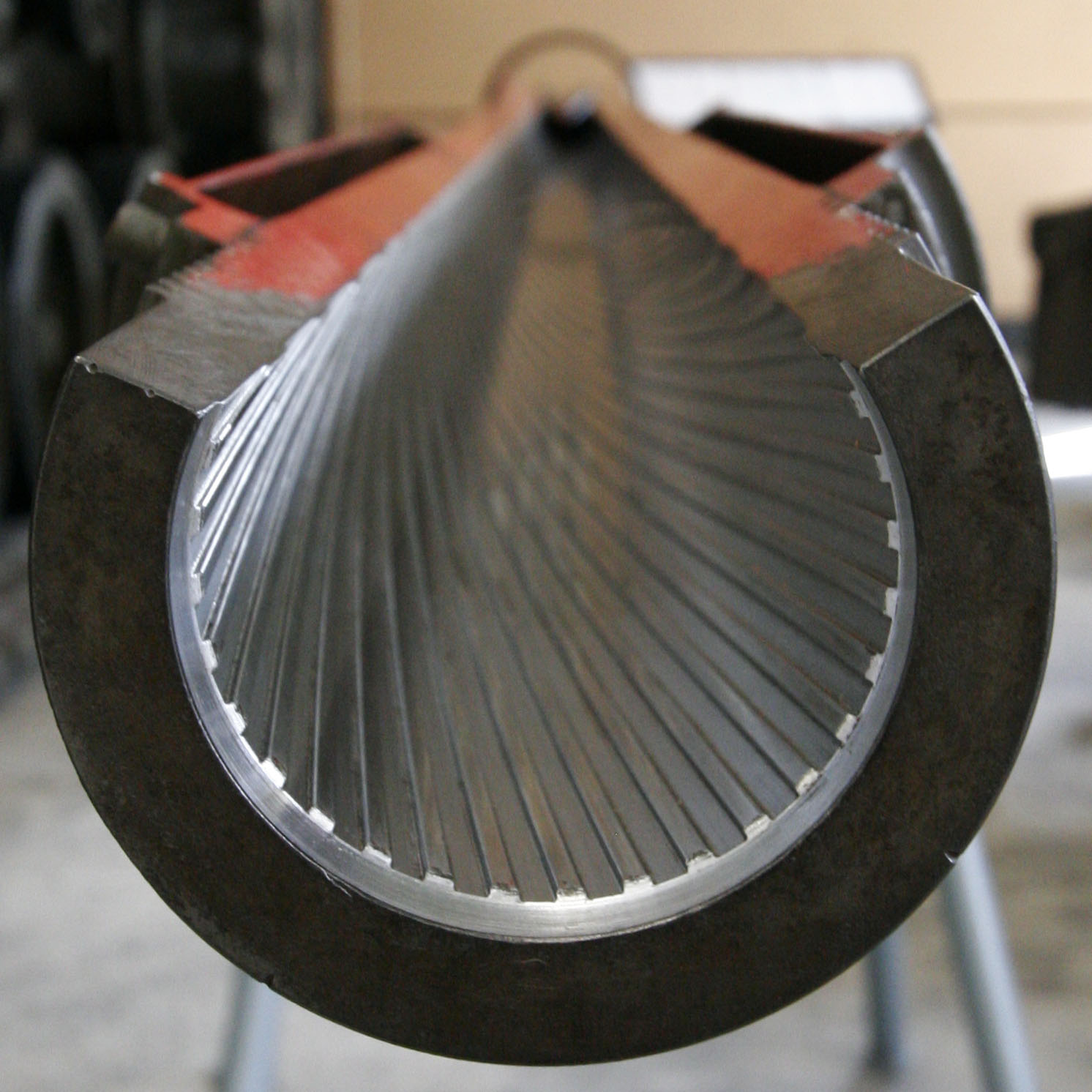
Rayures de l'âme d'un canon de 105 mm, le Royal Ordnance L7.

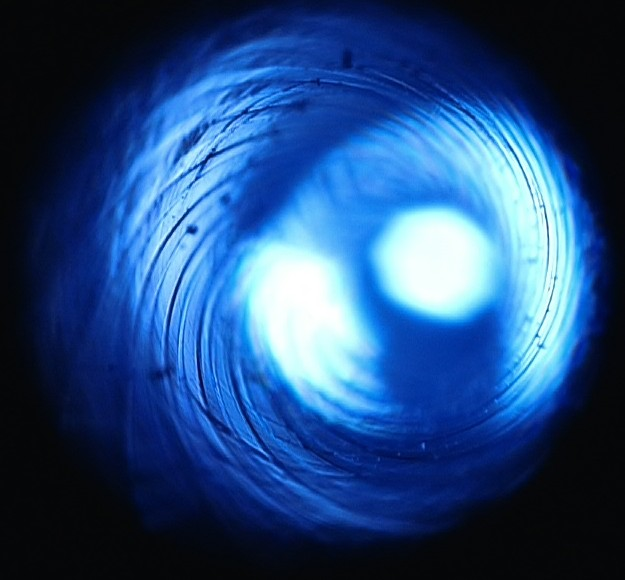
Microrayures du canon d'une carabine tirant des.

Le rainurage désigne le processus de fabrication de rainures hélicoïdales par l'alésage du canon d'une arme à feu. Ces rayures font tourner le projectile sur lui-même autour de son axe longitudinal, cette rotation permettant la stabilisation gyroscopique et améliorant du même coup sa stabilité aérodynamique et sa précision.
Les rayures sont décrites par leur vitesse angulaire, souvent exprimée grâce au « taux de rotation » qui est la distance que le projectile doit parcourir pour achever un tour complet, par exemple « 1 tour en 10 pouces » (1:10 pouces) ou « 1 tour en 25,4 cm » (1:25.4 cm). Une distance plus courte indique un taux de rotation plus rapide, ce qui signifie que, pour une vitesse linéaire donnée, le projectile aura une vitesse de rotation sur lui-même supérieure.
La masse, la longueur et la forme d'un projectile déterminent le taux de rotation nécessaire à sa stabilisation — les canons destinés à des projectiles courts et de gros diamètres comme des balles de plomb sphériques ont des rayures au taux de rotation faible, par exemple 1 tour en 48 pouces (122 cm). Les canons destinés à tirer des balles longues de petit calibre, comme les balles à ultra-faible traînée, 80 grains, calibre .223 Remington (5,2 g, 5,56 mm), ont des taux de rotation d'au moins un tour en 8 pouces (20 cm).
Dans certains cas, le taux de rotation augmente le long du canon, il est alors dit « progressif ». Un taux de torsion qui diminue n'est pas souhaitable, car il ne peut pas stabiliser la balle,.
Les projectiles très longs, tels que les obus-flèches, nécessitent des taux de rotation particulièrement faibles pour être stables. Ils sont donc souvent tirés depuis un canon lisse et stabilisés par un empennage. Tirés dans un canon rayé, ils seront muni d'une "bague de rotation" qui suivra le pas des rayures, la flèche elle-même restera stable grâce à son empennage.

## Historique
Les premières armes à feu étaient chargées par la bouche en forçant un projectile de la bouche jusqu'à la culasse.
Les mousquets avaient un canon lisse. C'était des armes de gros calibres aux munitions sphériques tirées à des vitesses à la bouche relativement faibles. En raison du coût élevé, de la grande difficulté liée à la fabrication de précision et de la nécessité de le charger facilement de la bouche, la balle de mousquet a un diamètre plus petit que l'alésage du canon. En conséquence, lors du tir, la balle rebondit sur ses parois si bien que sa direction finale à la sortie de la bouche du canon était imprévisible.
Les rayures du canon ont été inventées à Augsbourg, à la fin du XVe siècle et en 1520 August Kotter, un armurier de Nuremberg, les améliora. Bien que les canons rayés datent du milieu du XVIe siècle, ils ne deviennent communs qu'à partir du XIXe.
Que le canon soit rayé ou lisse, un bon ajustement du projectile au diamètre du canon était nécessaire pour assurer l'étanchéité et donc bien employer les gaz propulseurs pour améliorer la portée comme la précision. Pour diminuer la force nécessaire pour charger le projectile, ces armes utilisaient un projectile de diamètre inférieur à celui du canon et une pièce de tissu, de papier ou de cuir — le calepin — était nécessaire pour combler le jeu entre la balle et les parois du tube. Cette pièce fournissait un certain degré d'étanchéité, gardait la balle assise sur la charge de poudre noire, et conservait la balle concentrique à l'alésage. Dans un canon rayé, cette pièce fournissait également un moyen de communiquer la rotation à la balle, puisque la pièce était gravée, plutôt que la balle. Jusqu'à l'avènement de la balle Minié avec sa base en creux, qui, lors de la mise à feu, assure l'étanchéité et engage les rayures, la pièce de papier fournissait le meilleur moyen de laisser le projectile engager les rayures.

## Description

### Principes généraux

Rayures conventionnelles (à gauche) et rayures polygonales (à droite).

Un canon de section circulaire ne peut communiquer de mouvement de rotation à un projectile : c'est pourquoi les canons rayés ont une section non circulaire. En général, l'âme d'un tel canon comporte une ou plusieurs rainures hélicoïdales qui parcourent sa longueur, ce qui lui donne une section affectant celle d'un engrenage ; mais il peut également prendre la forme d'un polygone (en), aux angles généralement arrondis. Comme la section transversale du canon n'est pas circulaire, il ne peut pas être décrit avec précision avec un diamètre unique. Les alésages de canons rayés peuvent être décrits par le diamètre de l'alésage (le diamètre passant par les crêtes des rayures), ou par le diamètre en fond de rayure (le diamètre passant par les creux des rayures). Les différences dans les conventions de marquage sur les cartouches peuvent entraîner une certaine confusion. Par exemple, le calibre .303 britannique est en fait légèrement plus grand que la .308 Winchester, parce que « 0.303 » désigne le diamètre d'alésage (en pouces), tandis que « 0.308 » se réfère au diamètre en fond de rayures (toujours en pouces), soit 7,70 mm et 7,62 mm, respectivement.
Les rainures étant des creux usinés, elles matérialisent les crêtes correspondantes. Les caractéristiques de ces crêtes et rainures, telles que le nombre, la profondeur, la forme, le sens de rotation (à droite ou à gauche), et le taux de rotation (voir ci-dessous), varient. La présence de rayures en hélice améliore considérablement la stabilité du projectile ainsi que sa portée et sa précision. Généralement, les rayures ont un taux constant dans le canon, généralement mesurée par la longueur pour produire un tour complet. Plus rarement, certaines armes à feu possèdent des rayures ayant un taux de rotation progressif, qui augmente de la chambre à la bouche du canon. Bien que cette conception soit rare, il est fréquent de noter de légères augmentations de ce taux de rotation à cause des variations de fabrication. Comme une réduction du taux de torsion est très préjudiciable à la précision, les armuriers qui usinent un nouveau canon mesurent la torsion avec soin afin qu'elle ne diminue pas entre la chambre et la bouche.
L’objectif commun à toutes les rayures est d’accroître la précision du projectile. Le canon doit non seulement donner un mouvement de rotation à la balle, mais encore la maintenir concentrique tout au long de son déplacement, et ce en toute sécurité. Ceci implique que les rayures correspondent à certains critères :
- le canon doit être dimensionné de sorte que le projectile soit matricé lors du tir pour s'ajuster à l'alésage ;
- le diamètre du canon doit être cohérent, et ne doit pas augmenter vers la bouche ;
- les rayures doivent être régulières sur la longueur de l'alésage, sans changement de section, de largeur ou d'espacement ;
- le canon doit être sans aspérité ni rayure perpendiculaire à la direction de l'alésage, afin de ne pas érafler la matière du projectile ;
- la chambre et la couronne doivent faire passer progressivement le projectile dans les rayures.

### Ajustement du projectile à l'alésage du canon

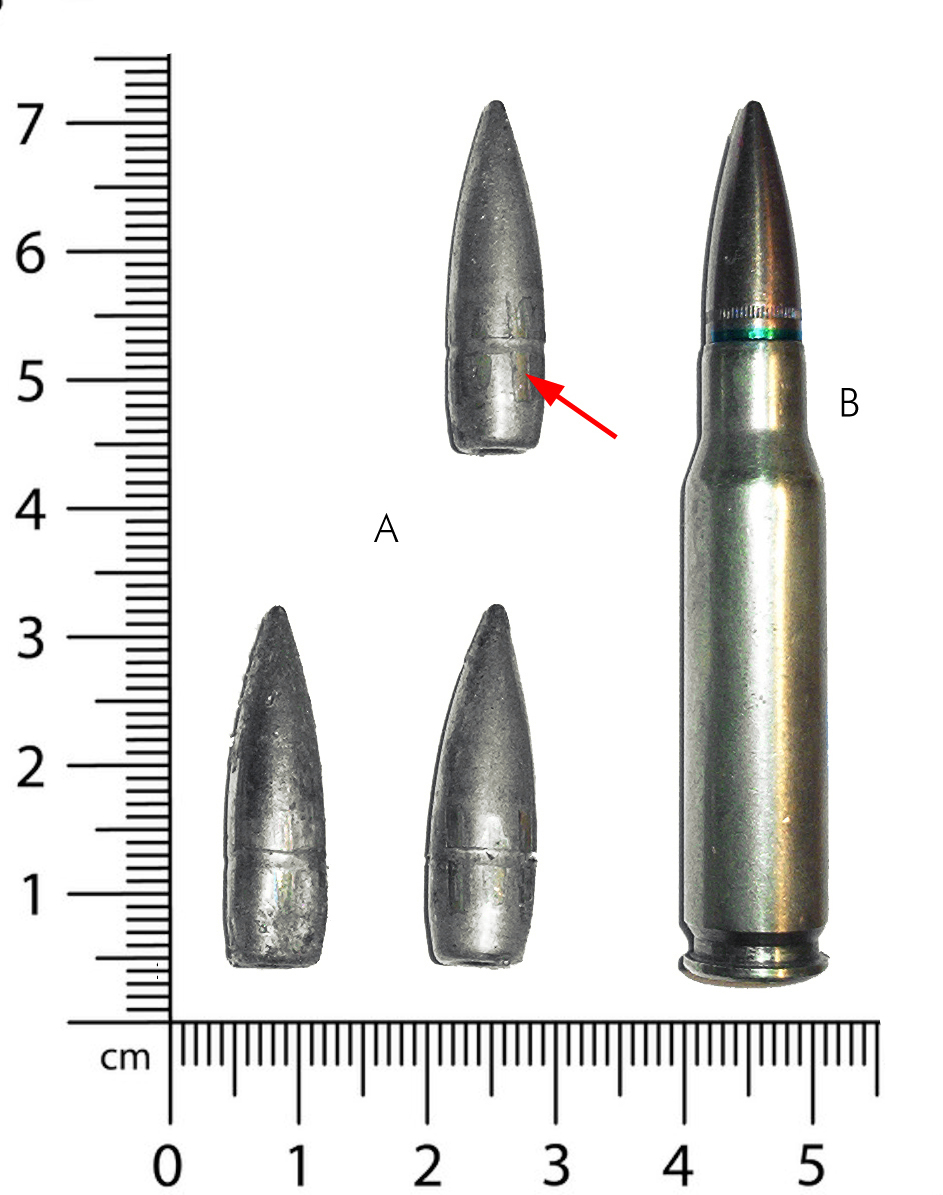
Trois balles 7,62 × 51 mm OTAN (près d'une cartouche non tirée). Les marques dues au canon rayé de l'arme qui les a tirées sont visibles.

Dans les armes à chargement par la culasse, l'engagement du projectile dans les rayures se fait par la gorge de la chambre. Ensuite vient le cône de raccordement (anglais : freebore) qui est la partie de la gorge à travers laquelle le projectile transite vers le début des rayures (elle peut être de longueur nulle, en ce cas le projectile chambré est engagé dans les rayures). La dernière section de la gorge est le chanfrein de chambre, où elle s'ouvre sur le canon rayé.
La gorge est généralement de taille légèrement plus grande que le projectile, si la cartouche chargée peut être insérée et retirée facilement, et son diamètre doit être aussi proche que possible de celui des rayures du canon. Lors du tir le projectile se dilate sous la pression régnant dans la chambre, et l'obture en s'adaptant à la gorge. La balle se déplace alors dans la gorge et engage les rayures, où elle est alors gravée, et commence à tourner. Sa gravure nécessite une force importante et dans certaines armes à feu le cône de raccordement est assez long, ce qui réduit la pression dans la chambre en permettant aux gaz propulseurs de se dilater avant la prise de rayure. Une meilleure précision, toutefois, est généralement atteinte avec les plus courts cônes qui maximisent la probabilité de prise de rayure sans déformation du projectile,.
Lorsque le projectile est estampé dans les rayures, il prend leur empreinte, les sommets des rayures le gravant. Cette gravure inclut les marques des creux et des sommets des rayures, mais également celles de leurs défauts mineurs, tels que les traces d'outils. La relation entre les caractéristiques d'alésage du canon et les marques sur le projectile est souvent utilisée en balistique, notamment par la police scientifique.

### Vitesse de rotation d'une balle

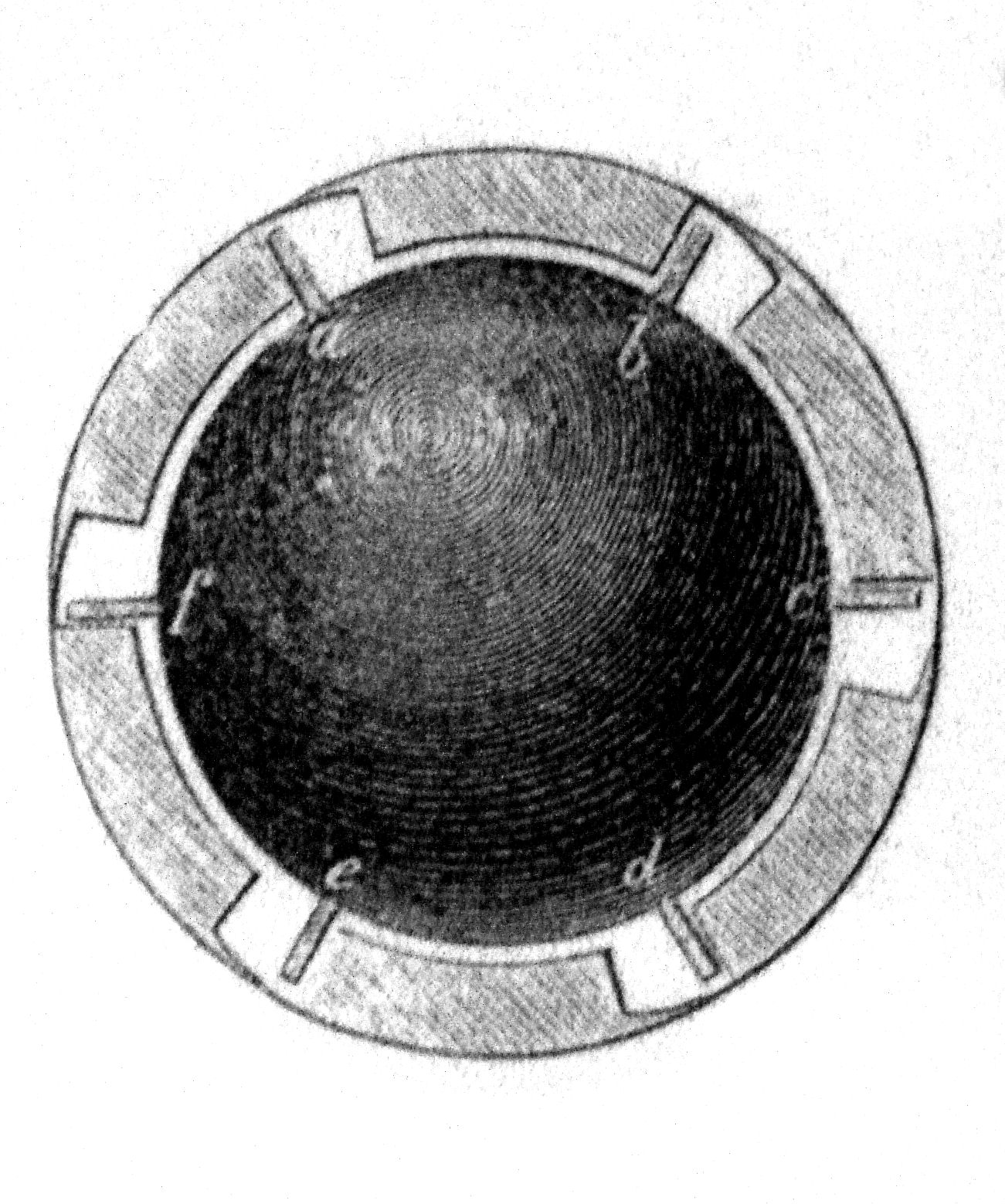
Boulet doté d'ailettes pour les canons rayés (vers 1860).

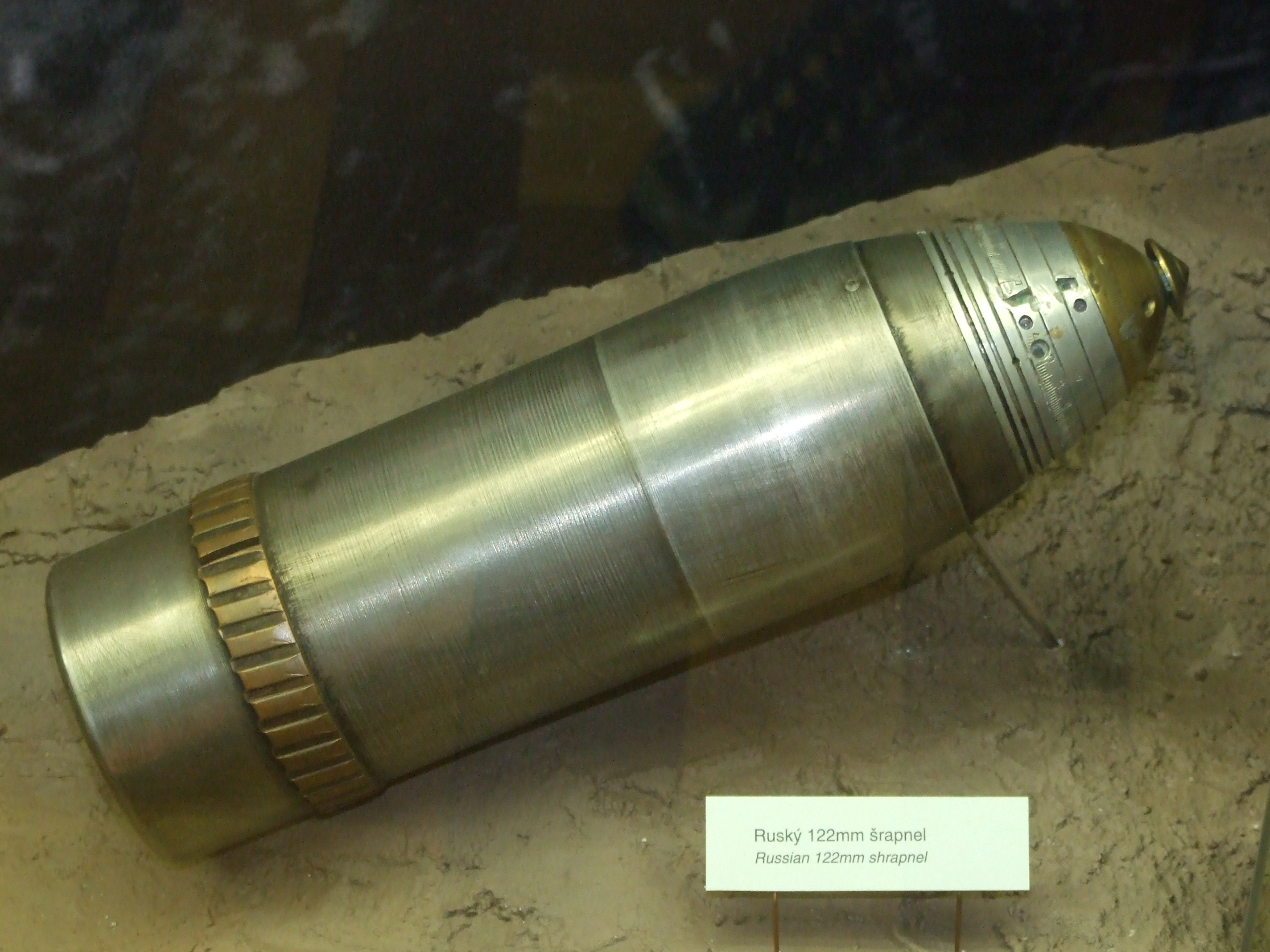
Obus à shrapnel russe de 122 mm (qui a été tiré). Les marques dues au canon rayé de l'arme qui l'a tiré sont visibles sur la bande de guidage en cuivre à sa base.

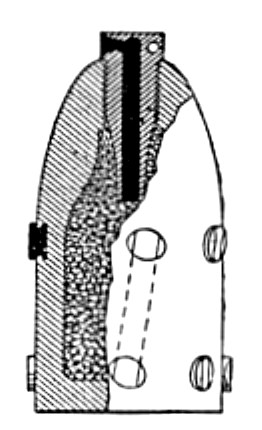
Obus en ogive du système Lahitte (1858).

Pour améliorer les performances, le taux de rotation doit être suffisant pour stabiliser les balles, mais pas excessif afin de réduire les frottements. Les balles de grand diamètre ont une plus grande stabilité, mais un plus grand diamètre donne une plus grande inertie gyroscopique. Les balles longues sont plus difficiles à stabiliser, car leur centre de gravité est placé vers l'arrière, si bien que la pression aérodynamique dispose d'un plus grand bras de levier pour les faire basculer.
Les plus faibles taux de rotation se trouvent dans les armes à chargement par la bouche qui tirent des projectiles ronds ; ils atteignent 1 à 1 500 mm (60 pouces), bien que le taux de rotation 1 à 1 200 mm (48 pouces), pour un fusil polyvalent à chargement par la bouche, soit très courant. Le fusil M16A2, conçu pour tirer la balle SS109, a un taux de 1:7 pouces (180 mm). Les fusils civils AR-15 sont couramment rayés avec un taux de 1:12 pouces (300 mm) pour les anciens et 1:9 pouces (230 mm) pour la plupart des nouveaux, bien que certains aient un taux de 1:7 pouces (180 mm), identique à celui du M16. Les fusils, qui généralement ont une portée plus grande et tirent des balles de diamètre plus petit, ont, en général, des taux plus élevés que les armes de poing, qui ont une portée moindre et tirent des balles de plus gros calibre.
En 1879, George Greenhill, un professeur de mathématiques à l'École royale militaire à Woolwich, Londres a mis au point une règle empirique pour le calcul du taux de rotation optimal pour les balles en plomb. Elle repose sur la longueur de la balle et néglige sa masse-poids et la forme de sa pointe. La formule de Greenhill, encore utilisée aujourd'hui, est la suivante :
{\displaystyle Rotation={\frac {CD^{2}}{L}}\times {\sqrt {\frac {d}{10.9}}}}
où :
- C = 150 (prendre 180 pour les vitesses à la bouche supérieures à 2 800 pieds/s)
- D = diamètre de la balle en pouce
- L = longueur de la balle en pouce
- d = densité de la balle (10,9 pour des balles en plomb)

La valeur initiale de C était de 150, ce qui donne un taux de rotation en pouces par tour, avec un diamètre D et la longueur L de la balle en pouces. Cela fonctionne à des vitesses d'environ 840 m/s (2 800 pieds/s) ; au-delà desquelles C sera égal à 180. Par exemple avec une vitesse de 600 m/s (2 000 pieds/s), un diamètre de 0,5 pouce (12,7 mm) et d'une longueur de 1,5 pouce (38 mm), la formule donnerait une valeur de 25, ce qui signifie 1 tour en 25 pouces (640 mm).
Des formules améliorées pour déterminer la stabilité et de taux de rotation, incluant la règle de rotation de Miller et le programme McGyro, ont été développées par Bill Davis et Robert McCoy.

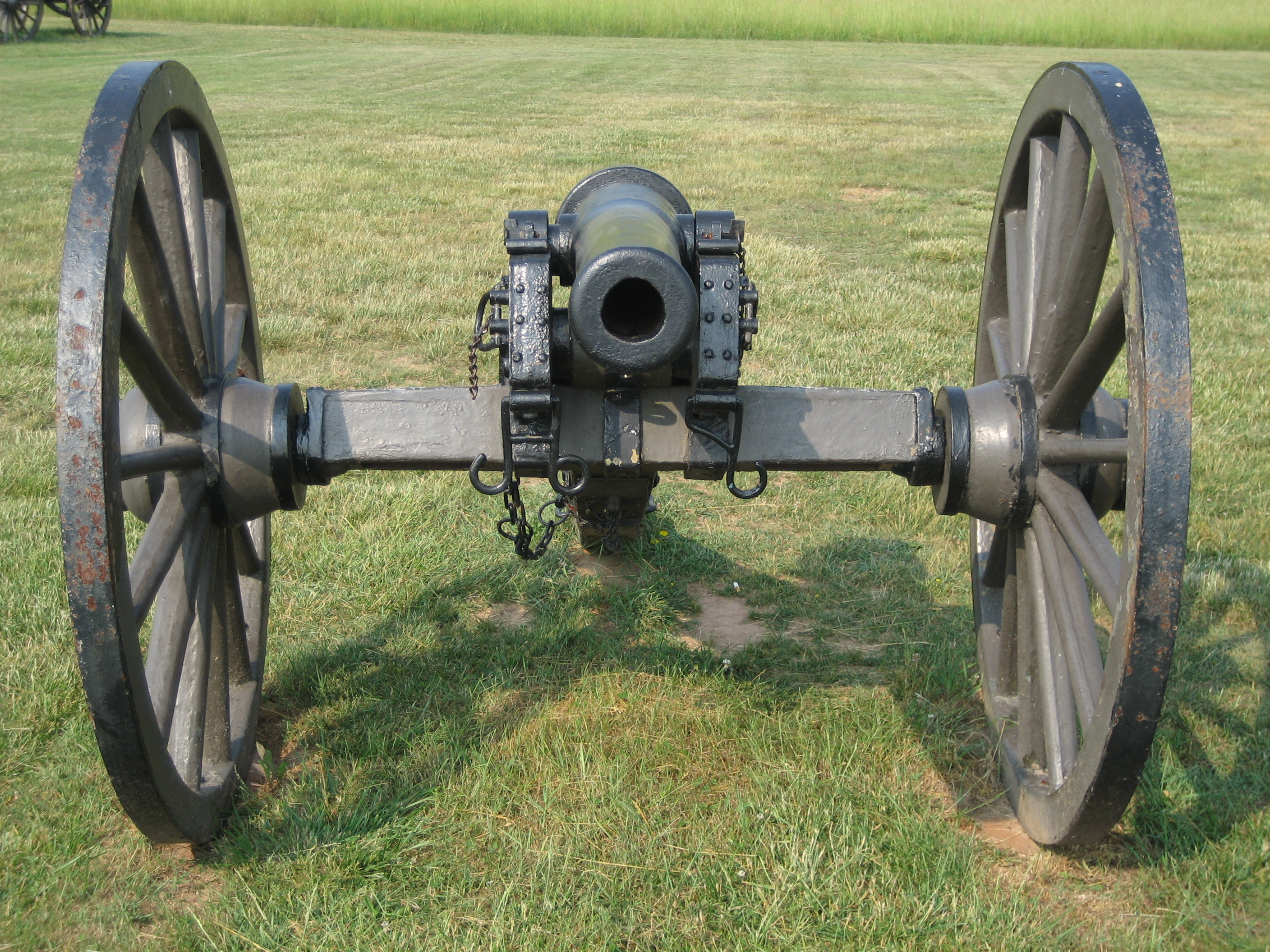
Un canon Parrott, utilisé par les forces armées des États confédérés et de l'Union durant la guerre de Sécession.

Si un taux de rotation est insuffisant, la balle prendra du lacet puis commencera à basculer et laissera un trou allongé dans la cible (dit « trou de serrure »). Le lacet condamne tout espoir de précision, car la balle bascule alors dans une direction aléatoire à cause de la précession.
Un taux de rotation trop élevé est également préjudiciable, car il peut provoquer une usure accélérée du canon. En plus, une force centrifuge trop élevée peut désintégrer le projectile.
Une rotation trop rapide peut aussi causer des problèmes de précision, car en ce cas toute hétérogénéité au sein de la balle, telle qu'un vide ou un balourd, qui entraîne une répartition inégale de la masse, cause des problèmes de précision amplifiés par la rotation.[réf. nécessaire] Les balles sous-dimensionnées peuvent ne pas entrer dans les rayures exactement concentriques et coaxiales à l'alésage, et un taux de rotation excessif aggrave alors les problèmes de précision que cela entraîne. Enfin, un taux de rotation excessif entraîne une réduction de l'énergie cinétique de translation du projectile, réduisant ainsi son énergie (une partie de l'énergie des gaz se transforme en énergie cinétique de rotation).
Une balle tirée d'un canon rayé peut tourner à plus de 300 000 tr/min, en fonction de la vitesse initiale de la balle et le taux de rotation des rayures du canon.
La formule générale pour calculer la vitesse de rotation (w) d'un objet en rotation peut être écrite sous la forme suivante :
- {\displaystyle w={\frac {\upsilon }{C}}}

où {\displaystyle \upsilon } est la vitesse linéaire d'un point dans l'objet en rotation et C se réfère à la circonférence du cercle que ce point de mesure effectue autour de l'axe de rotation.
Dans le cas d'une balle, la formule fait intervenir la vitesse initiale de la balle et le taux de rotation des rayures du canon pour calculer la vitesse de rotation :
- Vitesse de rotation de la balle (tr/min) = Vitesse initiale (en pieds/s) x (12/taux de rotation en pouces) x 60

Par exemple, un projectile avec une vitesse initiale de 3 050 pieds/s tiré d'un canon avec un taux de rotation des rayures de 1:7 pouces (180 mm) (comme, le fusil M16A2) tourne à ~ 315 000 tr/min.

## Fabrication

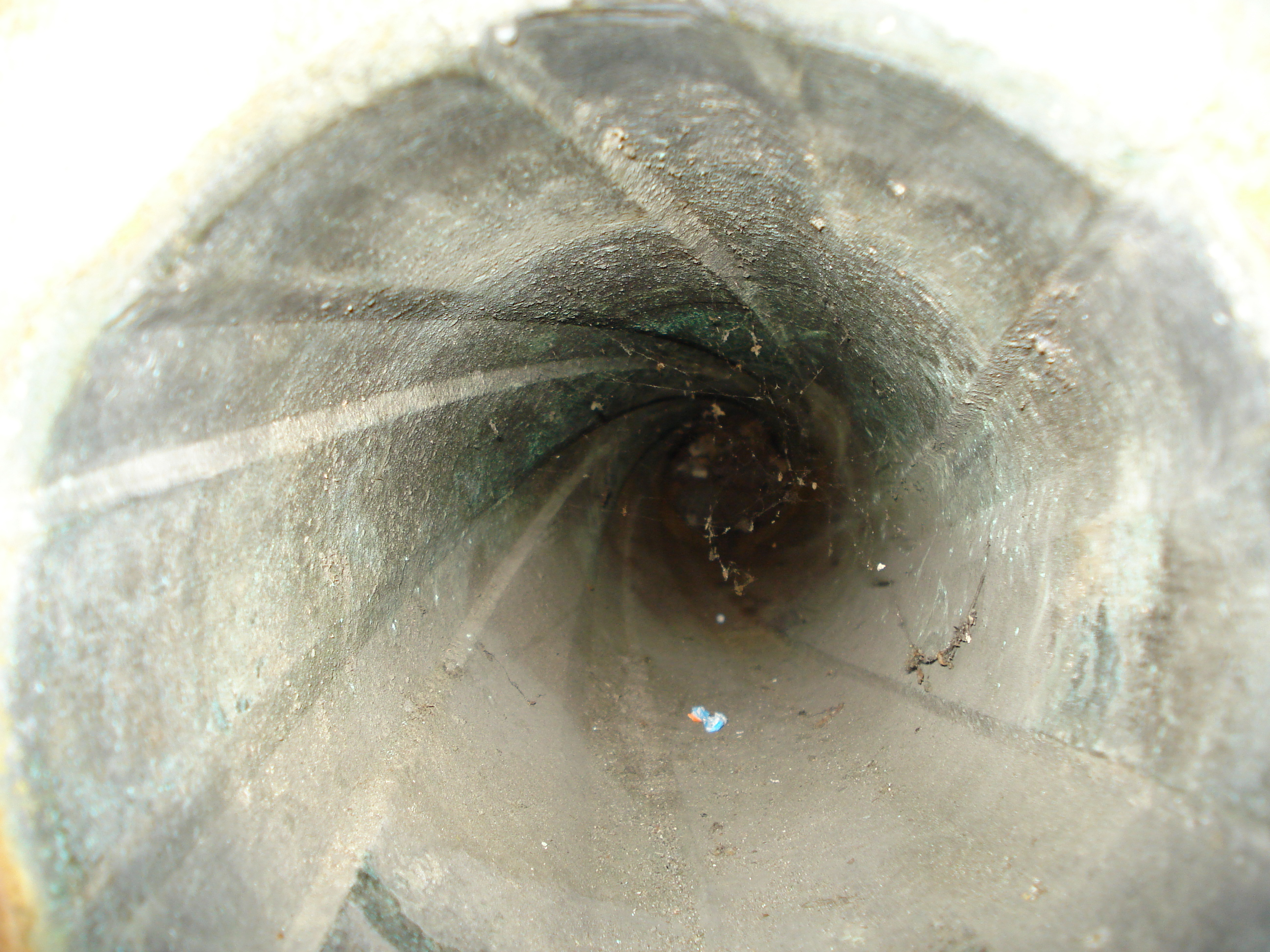
Rayures dans un canon français du XIXe siècle.

La plupart des rayures sont créées soit par :
- usinage d'une rayure à la fois avec une machine-outil ;
- usinage de toutes les rainures en un seul passage grâce à un outil à brocher ;
- création par déformation à chaud de toutes les rainures en même temps à l'aide d'un outil appelé olive, que l'on pousse ou tire dans le canon ;
- forge du canon sur une broche comportant une image inversée des rayures et souvent aussi de la chambre (marteau de forge) ;
- formage par fluage du canon sur une broche comportant une image inversée des rayures[15],[16];
- plus récemment, le rainurage électrochimique[17].

## Développements récents

### Rayures polygonales

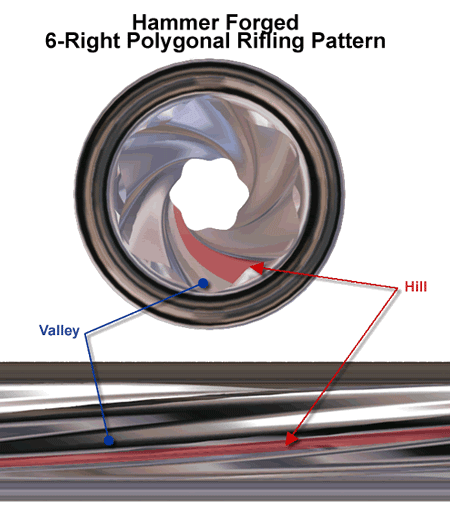
Motif polygonal.

Les rayures couramment utilisées dans les armes modernes ont des bords assez vifs. Plus récemment, les rayures polygonales, un retour aux premiers types de rayures, sont devenues populaires, en particulier dans les armes de poing. La durée de vie d'un canon à rayures polygonales est généralement supérieure parce que la réduction des arêtes vives en réduit l'usure. Les partisans des rainures polygonales mettent en avant les vitesses plus élevées et une plus grande précision. Les rainures polygonales sont actuellement présentes sur les pistolets Heckler & Koch, Glock et des armes Kahr (en), ainsi que le Desert Eagle.

### Conceptfull boreà portée accrue
Appliqué aux chars et aux pièces d'artillerie, le concept full bore à portée accrue, développé par Gerald Bull pour l'obusier GC-45, renverse l'idée des rayures normales en utilisant un obus muni de petites ailettes qui s'insèrent dans les rayures, contrairement au projectile légèrement surdimensionné qui y est forcé. Ces canons et ces projectiles augmentent la vitesse à la bouche et la portée. Ce concept est utilisé par l'obusier sud-africain G5 et l'obusier allemand PzH 2000.